# Eugen Kogon
Eugen Kogon (2 de febrero de 1903-24 de diciembre de 1987) fue un historiador y sobreviviente del Holocausto. Reconocido opositor cristiano del Partido Nazi, fue arrestado en más de una ocasión y pasó seis años en el campo de concentración de Buchenwald. Kogon era conocido en Alemania como periodista, sociólogo, científico político, autor, y político. Está considerado como uno de los "padres intelectuales" de la República Federal Alemana y de la integración europea en Alemania.

## Primeros años
Nació en Múnich, hijo de una madre soltera ruso-judía de Mykolaiv, en aquel entonces parte de Rusia y actualmente parte de Ucrania, y fue entregado a una familia adoptiva poco después de su nacimiento. Pasó la mayor parte de su juventud en claustros católicos. Después de estudiar sociología y economía nacional en universidades en Múnich, Florencia, y Viena, Kogon recibió su doctorado en 1927 en Viena con una disertación sobre el Faschismus und Korporativstaat ("Estado Corporativo del Fascismo"). Ese mismo año consiguió trabajo como editor de la revista católica Schönere Zukunft ("Futuro más brillante") y permaneció allí hasta 1937. A través de ese empleo conoció al sociólogo Othmar Spann, quien le recomendó para el Zentralkommission der christlichen Gewerkschaften ("Comité Central de las Uniones cristianas"). Kogon sería asesor de aquella organización años más tarde. En 1934, después del golpe de Estado de julio, Kogon se hizo cargo de la gestión de los activos de la Casa de Saxe-Coburg-Koháry para el príncipe Philipp de Saxe-Coburg.

## Resistencia hacia el nazismo
Declarado opositor del nazismo, Kogon fue arrestado por la Gestapo en 1936 y otra vez en marzo de 1937, acusado de, entre otras cosas, «estar trabajando para las fuerzas anti-nacionalsocialistas fuera del territorio del Reich». En marzo de 1938 fue arrestado por tercera vez, y en septiembre de 1939, fue deportado a Buchenwald, donde pasaría los seis años siguientes como "prisionero número 9093".
En Buchenwald, Kogon pasó parte de su tiempo trabajando como ayudante del doctor de campamento Erwin Ding-Schuler, quien encabezó la experimentación del tifus en seres humanos. Según declaraciones del propio Kogon, fue capaz de desarrollar una relación de limitada confianza con Ding-Schuler tras convertirse en su ayudante en 1943. En aquella época, mantuvieron conversaciones sobre preocupaciones familiares, la situación política y lo que sucedía en el frente. Según Kogon, a través de su influencia en Ding-Schuler, fue capaz de salvar la vida de muchos prisioneros, incluyendo a Stéphane Hessel, Edward Yeo-Thomas, y Harry Peulevé mediante el intercambio de sus identidades con la de prisioneros víctimas del tifus. A principios de abril de 1945, Kogon y el enfermero jefe en el campo de experimentación de tifus, Arthur Dietzsch, se enteraron por Ding-Schuler de que sus nombres figuraban en una lista de 46 prisioneros que las SS querían ejecutar poco antes de la liberación previa del campo de concentración. Ding-Schuler salvó la vida de Kogon hacia el final de la guerra al disponer esconderlo en un cajón, trasladándolo desde Buchenwald hasta su propia residencia en Weimar.
Justo después de ser liberado en 1945, Kogon comenzó a trabajar nuevamente como periodista. Trabajó como historiador voluntario para el Ejército de los Estados Unidos en Camp King y empezó a escribir su primer libro, Der SS-Staat: Das Sistem der deutschen Konzentrationslager ("El Estado de las SS: El sistema de los campos de concentración alemanes"), publicado en 1946 y que aún está considerado como el texto de referencia básico sobre los crímenes nazis. El libro fue traducido en varios idiomas, y solo de la versión alemana se vendieron 500.000 ejemplares.
Pese a esta implicación intensiva con el pasado, Kogon escogió principalmente mirar hacia adelante y hacia la construcción de una nueva sociedad, una en la que Kogon mezclaría las convicciones del cristianismo y el socialismo. Kogon ya había hablado de sus ideas en Buchenwald con su compañero de prisión Kurt Schumacher. Sin embargo, el rápido crecimiento del Partido Socialdemócrata obstaculizó la alianza propuesta de la izquierda socialdemócrata y el Partido de Centro a un "Partido Laboral" después del modelo británico.

## Periodismo
En septiembre de 1945, Kogon y otros periodistas, entre ellos Walter Dirks, más tarde su amigo y compañero, publicaron el Frankfurter Leitsätze ("Guía Principios de Fráncfort"). En este Programa del Volkspartei ("partido popular"), pidieron un «socialismo económico en una base democrática», por el que se incluya una importante inspiración del programa del partido Unión Democrática Cristiana (CDU), también para la Constitución de Hesse, el cual fue completado a finales de 1946 y proporcionado la nacionalización de industrias claves.
En 1946, Kogon y Dirks fundaron la Frankfurter Hefte ("Fráncfort Notebook"), una revista cultural y política con un punto de vista izquierdista y católico. Rápidamente lograron una circulación de 75.000 copias, lo que era mucho para aquel entonces, hasta que en 1984 terminó siendo una de las revistas sociopolíticas y culturales más influyentes de la posguerra. En la Gesellschaft Imshausen, Kogon estuvo involucrado en la búsqueda de una "tercera vía" en la renovación de Alemania. Le dio la espalda al canciller Konrad Adenauer del CDU, el cual no estuvo interesado en la nacionalización de industrias claves y en la propiedad comunal. Kogon, en cambio, escribió muchos ensayos manteniendo una mirada crítica hacia el gobierno de Adenauer. Entre otros temas, estuvo en contra de la Wiederbewaffnung, las armas nucleares y la "locura de armamento excesivo".

## Político europeo
Como lección de nazismo, Kogon llamó inicialmente a la salida de un estado-nación tradicional y luchó por el establecimiento de una República Europea. Entre otros, estuvo involucrado en la Unión de Federalistas Europeos (UFE) y la sección alemana del UEF, donde ejerció como primer presidente desde 1949 hasta 1954. Desde 1951 hasta 1953, Kogon fue también presidente del consejo alemán del Movimiento Europeo.
Alfred Grosser le contó como uno de los tres "creadores de Europa".

## Últimos años
Kogon fue nombrado profesor de la cátedra nuevamente establecida de ciencia política en la Universidad Técnica de Darmstadt en 1951, enseñando allí hasta su retiro en 1968, con la cual lo hicieron profesor emérito. El presidente universitario Johann-Dietrich Wörner, más tarde atestiguó la importancia de Kogon, diciendo: «Él dio forma a la conciencia moral de la universidad hasta el día de hoy.» Desde enero de 1964 hasta enero de 1965, Kogon encabezó la revista política Panorama, retransmitido por la estación alemana ARD. Comenzó a servir como el moderador del programa en marzo de 1964.
Más tarde, Kogon apoyó la Política Oriental de la coalición liberal-socialista y promovió activamente la reconciliación con Polonia y la Unión Soviética. El estado de Hesse honró a Kogon en 1982 con el recién creado Premio de Cultura Hesse. Pasó sus últimos años en una tranquila jubilación en Königstein im Taunus, donde actualmente hay una calle con su nombre. En 2002, la ciudad empezó otorgar anualmente el Premio Eugen Kogon para la Democracia en acción, cuyo primer ganador fue el exministro de Asuntos Exteriores de Polonia Władysław Bartoszewski.

## Trabajos
- Der SS-Staat. Das Sistem der deutschen Konzentrationslager, Karl Alber, Múnich (1946). 44. Auflage: Heyne, Múnich (2006) ISBN 978-3-453-02978-1
- Gesammelte Schriften in 8 Bänden. Beltz, Weinheim 1995–1999. 
  - 1. Ideologie und Praxis der Unmenschlichkeit (1995) ISBN 3-88679-261-7
  - 2. Europäische Visionen (1995) ISBN 3-88679-262-5
  - 3. Die restaurative Republik (1996) ISBN 3-88679-263-3
  - 4. Liebe und tu was du willst (1996) ISBN 3-88679-264-1
  - 5. Die reformierte Gesellschaft (1997) ISBN 3-88679-265-X
  - 6. Dieses merkwürdige wichtige Leben (1997) ISBN 3-88679-266-8
  - 7. Bedingungen der Humanität (1998) ISBN 3-88679-267-6
  - 8. Dado Idee des christlichen Ständestaats (1999) ISBN 3-88679-268-4

### Trabajos como coeditor
- Kurt Fassmann con contribuciones por Max Bill, Hoimar von Ditfurth y otros (Editores), Die Großen - Leben und Leistung der sechshundert bedeutendsten Persönlichkeiten unserer Welt. Kindler Verlag, Zúrich (1977)
- Eugen Kogon, Hermann Langbein, Adalbert Rückerl y otros (Editores), Nationalsozialistische Massentötungen durch Giftgas. Fischer-Verlag, Fráncfort am Main (1986) ISBN 3-596-24353-X

### Trabajos en inglés
- La Teoría y Práctica de Infierno, Nueva York: Farrar, Straus y Cudahy (1950), traducido por Heinz Norden desde Der SS Staat  [sic]
  - La Teoría y Práctica de Infierno, Nueva York: Berkley Book (1998) ISBN 0-425-16431-4